# Uno, dos, tres
Uno, dos, tres (One, Two, Three) es una película estadounidense dirigida por Billy Wilder y estrenada en 1961. Basada en la obra de teatro homónima de Ferenc Molnár, es una de las grandes películas cómicas de Billy Wilder, ambientada en el Berlín de la Guerra Fría. Fue candidata al Óscar a la mejor fotografía.

## Sinopsis
En plena Guerra Fría, C.R. "Mac" MacNamara (James Cagney) es un alto ejecutivo en Coca-Cola Company, destinado en Berlín tras un fiasco unos años antes en Oriente Medio que aún le tiene amargado. Provisionalmente establecido en Berlín Oeste, Mac maniobra para obtener el puesto de máximo responsable de Coca-Cola Company en Europa occidental, con sede en Londres. Mientras trabaja en un acuerdo para introducir la Coca-Cola en la Unión Soviética, se entretiene con su secretaria la sexy Fräulein Ingeborg (Liselotte Pulver) y procura pasar por alto las excentricidades de su no muy desnazificada plantilla. Un día, Mac recibe una llamada de su jefe W.P. Hazeltine (Howard St. John), desde Atlanta. Scarlett Hazeltine (Pamela Tiffin), su temperamental pero un tanto inocente hija de 17 años, está volando con destino a Berlín. Mac recibe el encargo de cuidar de la invitada.
La estancia, prevista para dos semanas, se alarga hasta los dos meses, y Mac descubre la razón de la atracción de la joven Scarlett por Berlín occidental cuando recibe la noticia de que se ha casado con Otto Piffl (Horst Buchholz), un ardiente anticapitalista de la Alemania oriental comunista. La pareja se dirige a Moscú en busca de una nueva vida (¡Nos han asignado un apartamento magnífico, a unos pocos metros del baño!). Cuando Hazeltine y su esposa anuncian que llegarán a Berlín al día siguiente para recoger a su hija, la situación apunta a un desastre monumental, y Mac lo gestiona tendiendo una trampa al joven comunista y haciendo que sea arrestado por la policía del lado Este, utilizando para ello todo tipo de trucos y con la intervención de Frau Ingeborg. Otto es torturado mediante la escucha de la canción "Itsy Bitsy Teenie Weenie Yellow Polka Dot Bikini” durante su interrogatorio hasta que se rinde y firma una confesión como espía americano.
Ante la revelación de que Scarlett está embarazada, y presionado por su esposa Phyllis, una mujer adusta y malhumorada, que tiene la obsesión de llevar a su familia de regreso a los Estados Unidos lo antes posible, Mac viaja para traer de vuelta a Otto con la ayuda de sus nuevos socios comerciales soviéticos. Con su jefe de camino, decide que su única oportunidad reside en convertir a Otto en un yerno modelo, lo que significa, entre otras cosas, hacer de él un capitalista con pedigrí aristocrático a través de su adopción por parte de un conde arruinado. Finalmente, los Hazeltine aceptan a su nuevo yerno hasta el punto de que Otto es nombrado responsable de operaciones para Europa occidental, mientras que Mac recibe un ascenso que supone su retorno a Atlanta como Director de Compras. Mac se reconcilia con su familia en el aeropuerto y, para celebrar su ascenso, les invita a una Coca Cola. En una ironía final, cuando entrega las botellas a su familia, descubre que la última botella, la suya, es de Pepsi Cola.